# Saison 1989-1990 du FC Sochaux-Montbéliard
Chronologie
Saison précédente Saison suivante
La saison 1989-1990 du FC Sochaux-Montbéliard

## Résultats en compétitions nationales
- 47e saison en Division 1 : 4e/20 avec 43 points
- Coupe de France : éliminé en 32e de finale par le RC Strasbourg
- Coupe UEFA : éliminé en seizième de finale par l'AC Fiorentina

## Effectif
| Poste        | Nat. | Nom                        | Championnat | Championnat | Championnat | Championnat  | Coupe de France | Coupe de France | Coupe de France | Coupe de France | Coupe UEFA | Coupe UEFA  | Coupe UEFA | Coupe UEFA   | Total | Total       | Total  | Total        | Notes |
| Poste        | Nat. | Nom                        | M.j.        | But inscrit | Averti      | Carton rouge | M.j.            | But inscrit     | Averti          | Carton rouge    | M.j.       | But inscrit | Averti     | Carton rouge | M.j.  | But inscrit | Averti | Carton rouge | Notes |
| ------------ | ---- | -------------------------- | ----------- | ----------- | ----------- | ------------ | --------------- | --------------- | --------------- | --------------- | ---------- | ----------- | ---------- | ------------ | ----- | ----------- | ------ | ------------ | ----- |
| Gardien      |      | Stéphane Ferrand           | 1           | 0           | .           | .            | -               | -               | -               | -               | -          | -           | -          | -            | 1     | 0           | .      | .            |       |
| Gardien      |      | Gilles Rousset             | 37          | 0           | .           | .            | 1               | 0               | .               | .               | 4          | 0           | .          | .            | 42    | 0           | .      | .            |       |
| Défenseur    |      | Mathieu Bracher            | 21          | 0           | .           | .            | 1               | 0               | .               | .               | -          | -           | -          | -            | 22    | 0           | .      | .            |       |
| Défenseur    |      | Laurent Croci              | 36          | 6           | .           | .            | 1               | 0               | .               | .               | 4          | 0           | .          | .            | 41    | 6           | .      | .            |       |
|              |      |                            |             |             |             |              |                 |                 |                 |                 |            |             |            |              |       |             |        |              |       |
| Défenseur    |      | Faruk Hadžibegić           | 38          | 3           | .           | .            | 1               | 0               | .               | .               | 4          | 0           | .          | .            | 43    | 3           | .      | .            |       |
| Défenseur    |      | Franck Silvestre           | 34          | 1           | .           | .            | 1               | 0               | .               | .               | 4          | 2           | .          | .            | 39    | 3           | .      | .            |       |
| Défenseur    |      | Benoît Tihy                | 22          | 0           | .           | .            | 1               | 0               | .               | .               | 4          | 0           | .          | .            | 27    | 0           | .      | .            |       |
| Défenseur    |      | Bertrand Piton             | 1           | 0           | .           | .            | -               | -               | -               | -               | -          | -           | -          | -            | 1     | 0           | .      | .            |       |
| Récupérateur |      | Thierry Laurey             | 34          | 4           | .           | .            | 1               | 0               | .               | .               | 4          | 1           | .          | .            | 39    | 5           | .      | .            |       |
| Récupérateur |      | Philippe Lucas             | 31          | 0           | .           | .            | -               | -               | -               | -               | 4          | 0           | .          | .            | 35    | 0           | .      | .            |       |
| Milieu       |      | Fabrice Henry              | 23          | 2           | .           | .            | -               | -               | -               | -               | 3          | 0           | .          | .            | 26    | 2           | .      | .            |       |
| Milieu       |      | Jean-Christophe Thomas     | 34          | 7           | .           | .            | -               | -               | -               | -               | 4          | 3           | .          | .            | 38    | 10          | .      | .            |       |
| Meneur       |      | Mehmed Baždarević          | 38          | 3           | .           | .            | 1               | 0               | .               | .               | 2          | 0           | .          | .            | 41    | 3           | .      | .            |       |
| Milieu       |      | Christophe Avril           | 1           | 0           | .           | .            | -               | -               | -               | -               | -          | -           | -          | -            | 1     | 0           | .      | .            |       |
| Milieu       |      | David Robert               | 1           | 0           | .           | .            | -               | -               | -               | -               | -          | -           | -          | -            | 1     | 0           | .      | .            |       |
| Attaquant    |      | Francisco Carrasco Hidalgo | 27          | 2           | .           | .            | 1               | 0               | .               | .               | 4          | 2           | .          | .            | 32    | 4           | .      | .            |       |
| Attaquant    |      | Jean-Marc Frotey           | 3           | 1           | .           | .            | -               | -               | -               | -               | -          | -           | -          | -            | 3     | 1           | .      | .            |       |
| Attaquant    |      | Eric Lada                  | 33          | 5           | .           | .            | 1               | 0               | .               | .               | 3          | 2           | .          | .            | 37    | 7           | .      | .            |       |
| Attaquant    |      | Philippe Morin             | 15          | 2           | .           | .            | 1               | 0               | .               | .               | 3          | 0           | .          | .            | 19    | 2           | .      | .            |       |
| Attaquant    |      | Chérif Oudjani             | 34          | 9           | .           | .            | 1               | 0               | .               | .               | 4          | 2           | .          | .            | 39    | 11          | .      | .            |       |